# Palais Menz

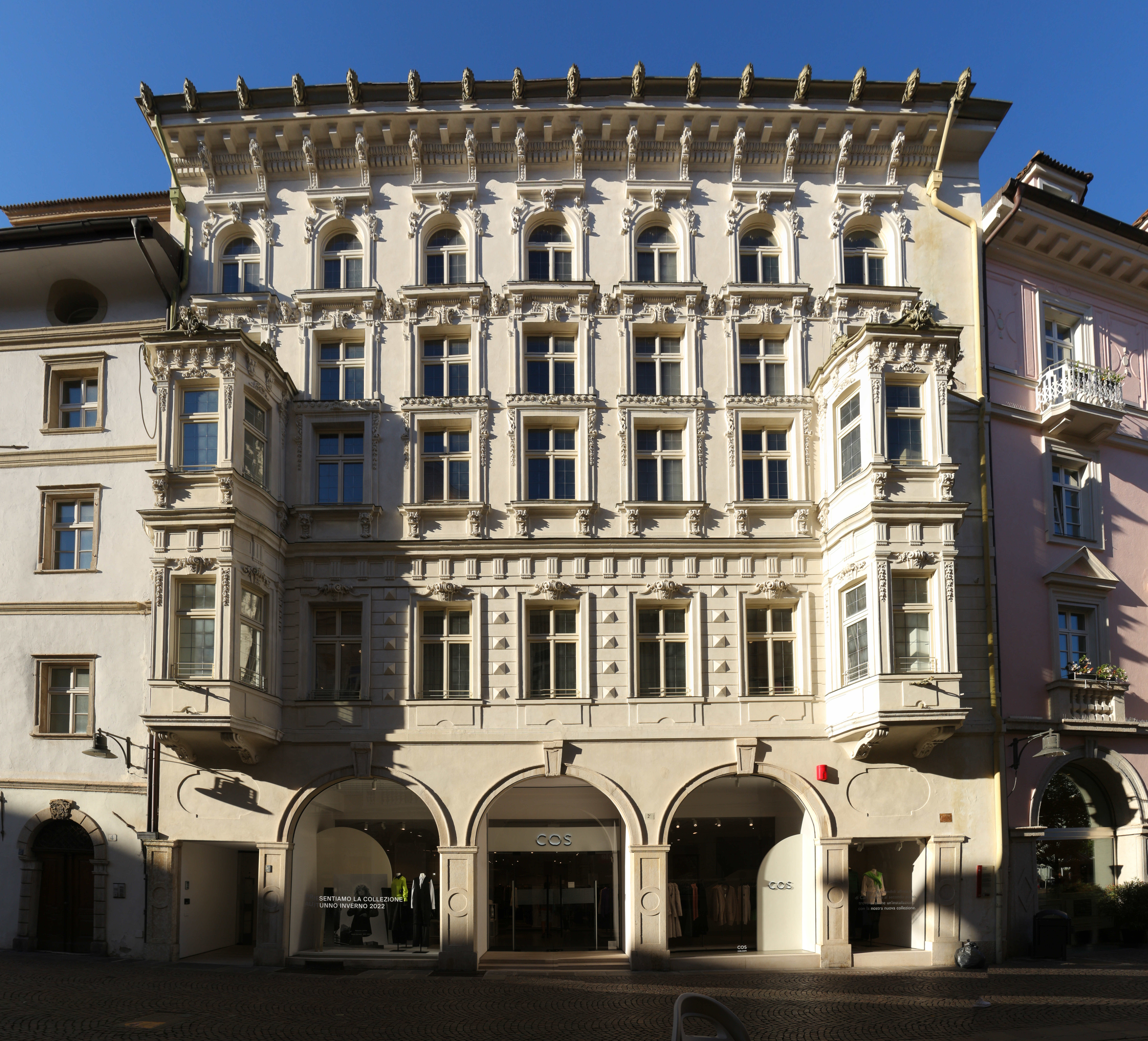
Fassade des Palais Menz im Jahr 2022

Das Palais Menz ist eines der bedeutendsten Patrizierhäuser in Bozen. Es befindet sich in der Mustergasse und steht seit 1977 unter Denkmalschutz.
Die Familie Menz war um 1800 die reichste Bozner Kaufmannsfamilie. 1721 hatte die Familie den Reichsadel erworben mit dem besonderen Privileg, Handelsgeschäfte zu führen. 1753 gelangte das Haus in den Besitz von Georg Paul von Menz. Anlässlich seiner Hochzeit mit Clara Amorth ließ er es 1776 renovieren und den Ehrensaal vom Bozner Maler Carl Henrici mit großflächigen Fresken ausstatten. Im leichten Rokokostil malte Henrici an der Decke den Triumph Amors mit den Göttern des Olymp und an der West- und Ostwand Szenen eines venezianischen Maskenballs. Nach mehreren Besitzerwechseln (1817 Johann Fidel Hosp, 1854 Joseph Stiler, 1868 Franz Schgagnitz) erwarb 1883 der Bozner Kaufmann Franz Perger das Gebäude; sein gleichnamiger Sohn ließ die Fassade des Hauses durch die Gebrüder Ludwig 1914 in historistischen Stilformen umbauen.
2013 erwarb der Tiroler Investor René Benko das Palais und veranlasste dessen Sanierung.